# Ракита, Марк Семёнович
Марк Семёнович Раки́та (род. 22 июля 1938, Москва) — советский фехтовальщик на саблях, двукратный чемпион Олимпийских игр (1964, 1968). Заслуженный мастер спорта СССР (1964), заслуженный тренер СССР (1979).

## Биография
Марк Ракита окончил Дагестанский педагогический институт (1969). Выступал за ЦСКА (Московская область). Входил в сборную команду СССР в 1962—1972 годах. Чемпион Олимпийских игр 1964 и 1968 в командном первенстве по фехтованию на саблях. Серебряный призёр Олимпиады 1968 в личном первенстве и Олимпиады 1972 в командном.
Чемпион мира 1967 в личном первенстве, 1965, 1967, 1969, 1970, 1971 в командном. Серебряный призёр ЧМ 1970 в личном первенстве, 1963 и 1966 в командном. Бронзовый призёр ЧМ 1962 в командном первенстве.
В составе команды выигрывал Кубок Европы в период с 1967 по 1971 год. Чемпион СССР 1962, 1969 и 1970. Победитель Кубка СССР 1971. Работал тренером сборной команды СССР на Олимпиадах 1976, 1980 и 1988 годов. Подготовил олимпийских чемпионов Виктора Кровопускова и Михаила Бурцева, трёхкратного чемпиона мира Сергея Коряжкина.
Судья международной категории. Член КПСС с 1975 года. Председатель Совета старейшин и член тренерского совета Федерации фехтования России. Почётный президент Всероссийской ассоциации клубов «Маккаби». Член Общественного совета Российского еврейского конгресса.
В 2005 году введён в Зал фехтовальной славы России.